# Ермаков, Дмитрий Иванович
Ермаков Дмитрий Иванович (1845—1916) — русский фотограф, ориенталист, этнограф.

## Профессиональная деятельность
Военный топограф по образованию, участник военных кампаний.
Профессиональная деятельность Дмитрия Ивановича как фотографа началась в Тифлисе в 1860-е годы. В 1870-е годы во время путешествия по Персии создал большое количество фотографий этнографического характера и получил звание «Фотографа его величества шаха Персидского». В его фотографиях отражены события Русско-турецкой войны 1877—1878 годов. Большое количество фотографий Д. И. Ермакова посвящено Тифлису, Кавказу, Турции, Персии.
Также Ермаков приобретал и коллекционировал работы других фотографов, в частности, благодаря его покупке в 1905 году сохранилось значительное количество работ первого грузинского фотографа Александра Роинашвили.
За свои работы Ермаков был удостоен наград Французского фотографического общества (1874), Московской антропологической выставки (1878).
Похоронен на Кукийском кладбище.

## Галерея
фото Д. И. Ермакова

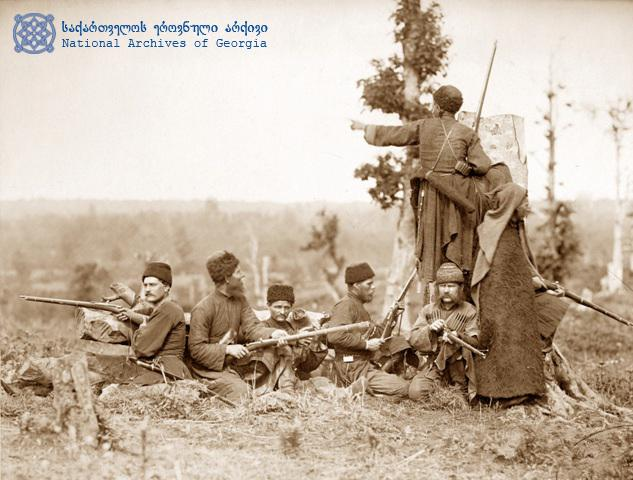
В засаде, Русско-Турецкая война.
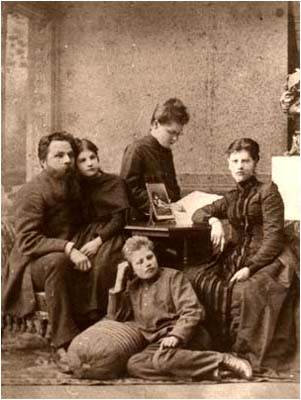
Фотография с семьёй
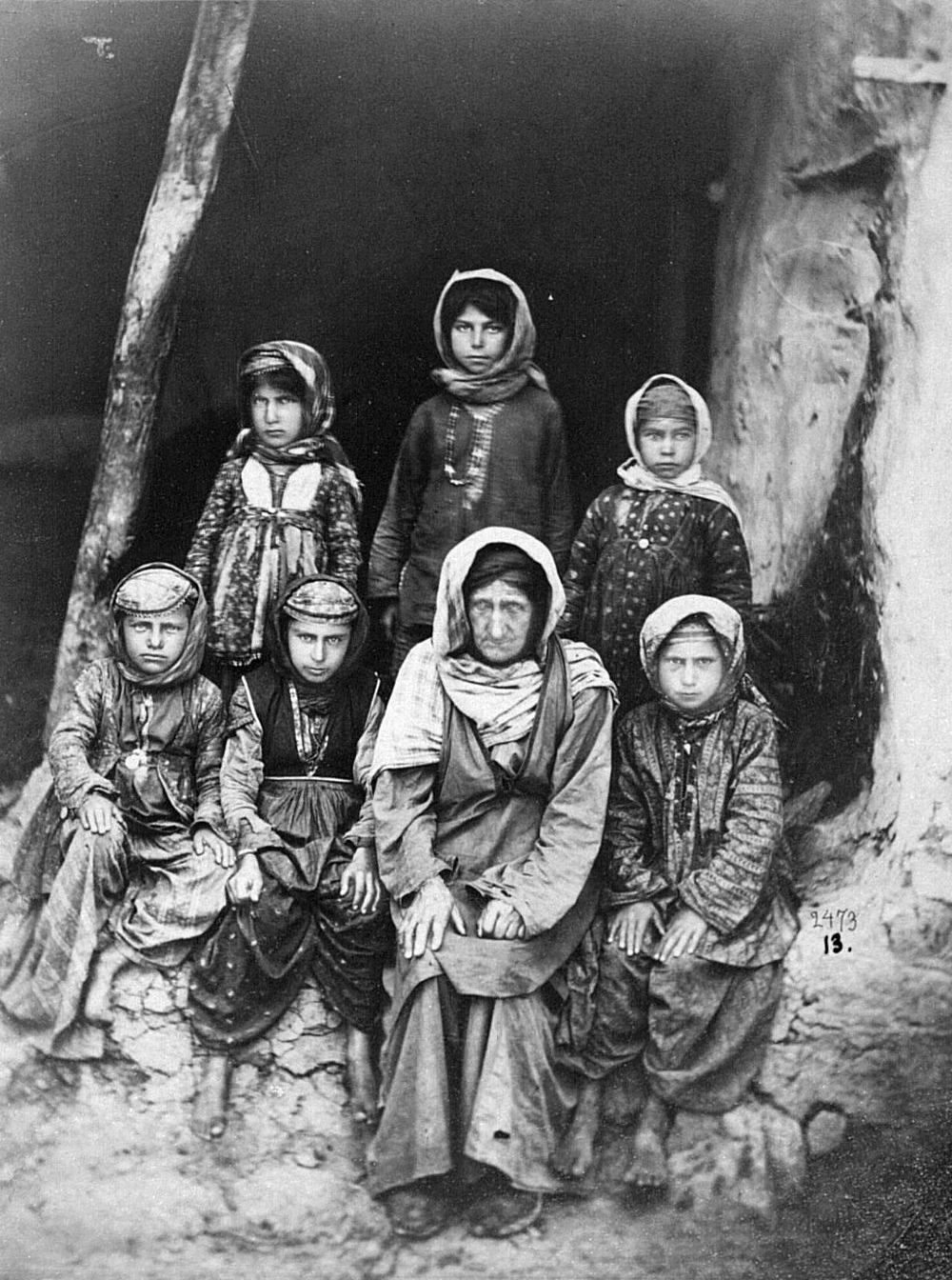
Девочки и старуха из селения Джек, 1880
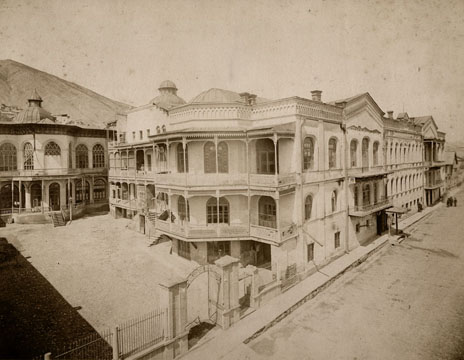
Академия художеств, 1884 г.
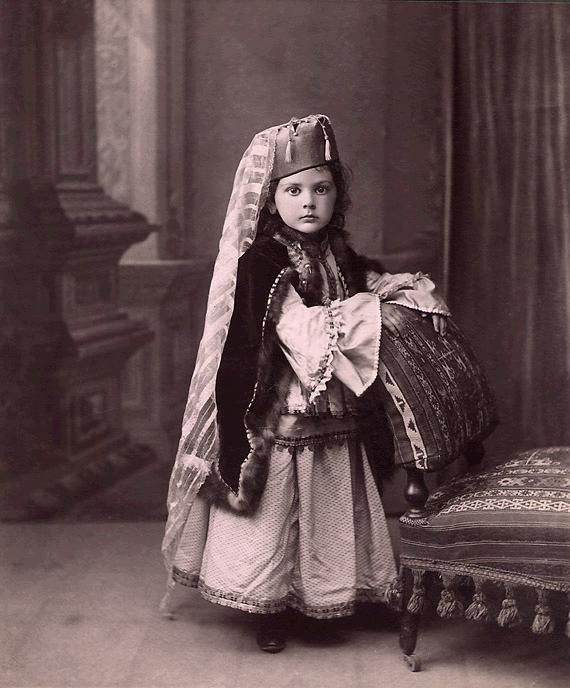
Княжна Лазарева в татарском костюме
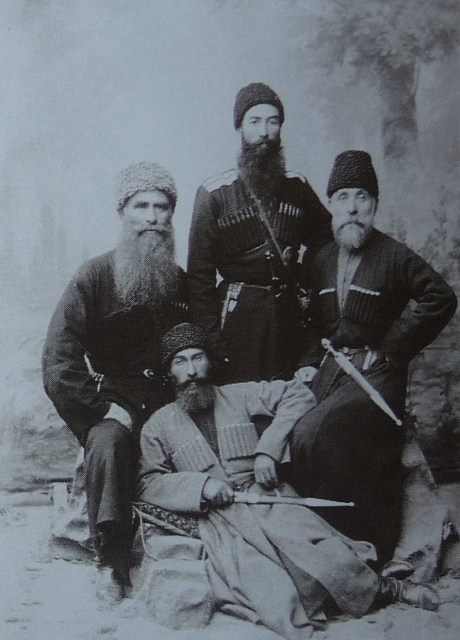
Грузины-горцы
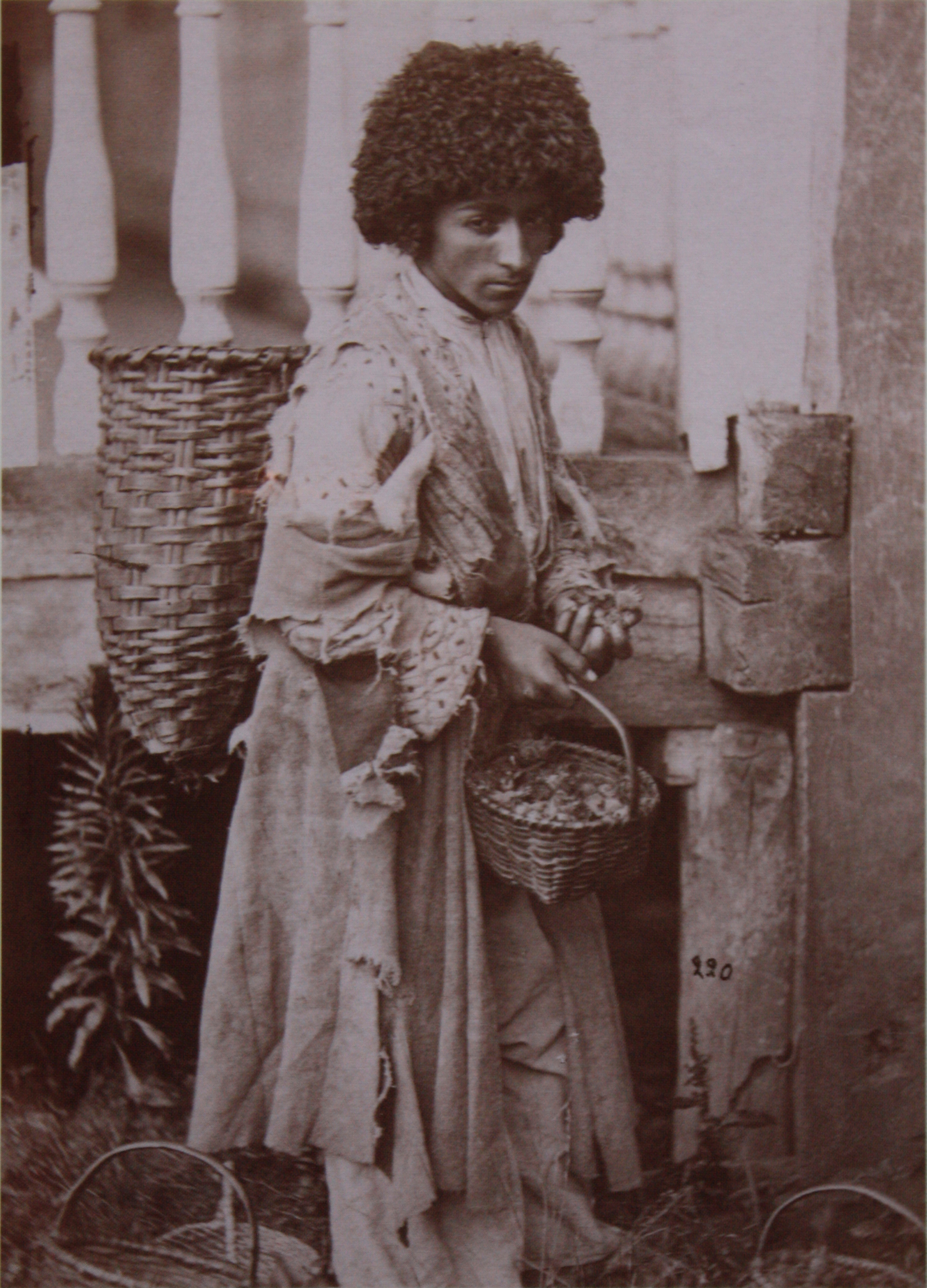
Грузинский еврей с орехами
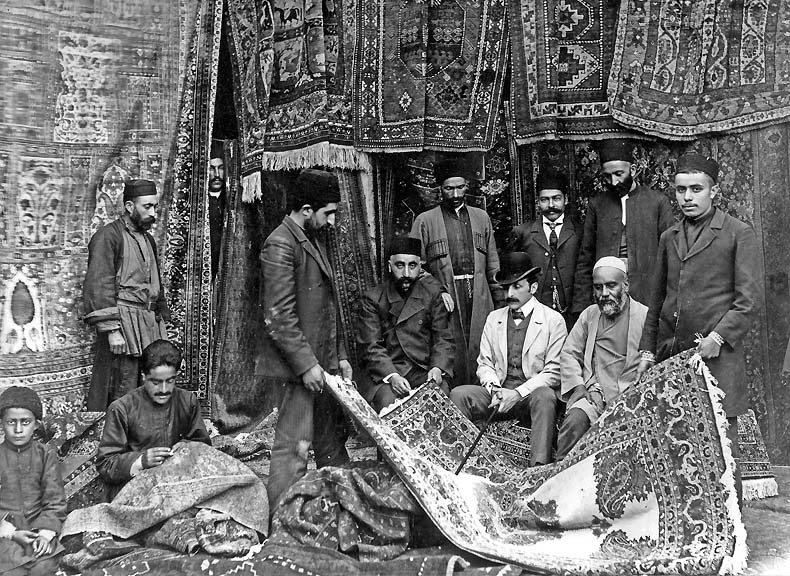
Рынок азербайджанских ковров в Тифлисе